# Onchodia benthica
Onchodia benthica is een slakkensoort uit de familie van de Cerithiopsidae. De wetenschappelijke naam van de soort is voor het eerst geldig gepubliceerd in 1924 door Dall.